# Noorse literatuur
Noorse literatuur verwijst naar geschreven literatuur geschreven door Noorse auteurs dan wel in de Noorse taal, meer in het bijzonder in een van haar twee officiële schrijftalen: Bokmål en Nynorsk.
De Noorse literatuur kende hoogtepunten in de negentiende eeuw met de zogenaamde 'grote vier' (Henrik Ibsen, Alexander Kielland, Bjørnstjerne Bjørnson en Jonas Lie) en in het begin van de twintigste eeuw met Knut Hamsun en Sigrid Undset. Bjørnson, Hamsun en Undset wonnen ook de Nobelprijs voor de Literatuur. 

## Geschiedenis

### Voorhistorische tijd en Middeleeuwen
De oudste Noorse geschriften waren runen die merendeels dateren van 300 na christus tot het jaar 1200. Bestudering van de runen leerde dat er in Scandinavië en dus ook in Noorwegen al vroeg een literaire traditie bestond. Op meerdere runenstenen staan verzen te lezen of andere teksten van literaire waarde. Belangrijke vroege delen van de poëtische Edda (zoals de bijdragen van Bragi Boddason, Þjóðólfr van Hvinir en Harald I van Noorwegen) worden gerekend tot de Noorse literatuur. De Noorse literatuur was in de Middeleeuwen nauw verbonden met de IJslandse literatuur, mede vanwege de verbondenheid door gezamenlijke hoven. In de dertiende schreef de IJslander Snorri Sturluson de zogenaamde Proza-Edda neer, over de lotgevallen van de Noordse goden, in een sterk op het Noors gelijkende taal Ook de Thidrekssaga en de moralistische verhandeling Konungs skuggsjá worden doorgaans tot de Noorse literatuur gerekend.

### 'Vierhonderd jaar van duisternis'
Gedurende de Unie van Kalmar (1397-1523), waarin de huidige Scandinavische landen een eenheidsstaat vormden, en het daarop volgende tijdperk van het Koninkrijk Denemarken en Noorwegen (1536-1814), kan er nauwelijks gesproken worden van een Noorse literatuur. Henrik Ibsen sprak later over deze periode als 'vierhonderd jaar van duisternis'. Toch kunnen in de tijd van de Reformatie de humanistische auteurs Absalon Pederssøn Beyer (1528-1575) en Peder Claussøn Friis (1545-1615) genoemd worden. De belangrijkste dichter van de zeventiende eeuw was Petter Dass (1647-1707), die veel religieuze verzen schreef (psalmen), maar ook humoristische werken. In de achttiende eeuw maakte de in Denemarken geboren schrijver Ludvig Holberg (1684-1754) naam met historische romans en toneelwerken, geschreven in de geest van de Verlichting. Ook de eveneens uit Denemarken afkomstige dichters Christian Tullin, (1728-1765) en Johan Herman Wessel (1742-1785) kunnen worden genoemd.

### Wedergeboorte, Wergeland
Nadat in 1814 in Noorwegen een constitutionele grondwet was aangenomen de verlichtingsgeest van de Franse Revolutie door het land begon te waren, kwam er geleidelijk ook een omslag in het culturele klimaat. De oprichting van een eerste universiteit in 1911 te Kristiania droeg daar evenzeer aan bij. Het Noorse geestelijk leven ontwikkelde geleidelijk een eigen karakter en langzaam maar zeker kwam het land los van de Deense culturele invloed en de dominantie van de Deense taal. Het zou de bakermat worden voor een nieuwe periode die wel wordt gekenmerkt als de Noorse nationale romantiek.
Een belangrijke rol in deze ontwikkeling werd gespeeld door de patriottische, romantische dichters Henrik Wergeland (1808-1845) en Aasmund Olavsson Vinje (1818-1870), die met hun zangerige lyriek later onder andere Bjørnson en de componist Grieg zouden inspireren. Daarnaast werd een belangrijke rol in de ontwikkeling van de Noorse literatuur gespeeld door Peter Asbjørnsen (1812-1885) en bisschop Jørgen Moe (1813-1882), die bekend werden als verzamelaars van volksverhalen en sprookjes. Bijzondere vermelding verdient de taalkundige Ivar Aasen (1813-1896) als de grondlegger van het Nynorsk (het 'nieuw Noors'), de tweede Noorse schrijftaal, welke veel gelijkenis heeft met het IJslands

### Ibsen, Bjørnson, 'De grote vier'
In de tweede helft van de negentiende eeuw bracht de patriottische, romantische geest van de Noorse nationale romantiek, waarvan met name Wergeland een belangrijk wegbereider was geweest, een aantal literaire schrijvers voort van internationale importantie, meer in het bijzonder Henrik Ibsen (1828-1906) en Bjørnstjerne Bjørnson (1832-1910). Samen met Alexander Kielland (1849-1906) en Jonas Lie (1833-1908) werden ze later 'de grote vier' van de Noorse literatuur genoemd. Een gemeenschappelijk kenmerk van deze auteurs, doorheen al hun verscheidenheid, was hun aandacht voor de nationale Noorse geschiedenis en het authentieke Noorse boerenleven. De ontwikkeling van Ibsen en Bjørnson van aanvankelijk romantisch geïnspireerde schrijvers naar een meer naturalistische en realistische schrijfstijl, met aandacht voor sociale en emancipatoire problematiek (begonnen met Ibsens Een poppenhuis), was rond 1880 exemplarisch voor een nieuwe omslag in de Noorse literatuur. Met name Ibsen wordt nog steeds, ook internationaal, beschouwd als een van de grondleggers van het modernistische drama.

### Hamsun, Undset en anderen, 1880-1945
Veel Noorse schrijvers verzamelden zich vanaf de jaren 1880 in de literaire beweging "De Moderne Doorbraak", die in navolging van de "grote vier" het naturalisme en realisme centraal stelden. Bekende exponenten zijn Arne Garborg (1851-1924) en Amalie Skram (1846-1905). In de jaren 1890 ontstond echter ook een belangrijke tegenbeweging, die teruggreep op principes van de neoromantiek. De romans werden korter en lyrischer, de liefde en de natuur waren belangrijke thema's, de persoonlijke stond centraal. Het meest duidelijk kwam dit tot uitdrukking in het vroege werk van Knut Hamsun (1859-1953), dat zich kenmerkte door een opvallende natuurmystiek en een sterk individualisme. In zijn latere werk verheerlijkt Hamsun vooral de verbondenheid van de mens met de aarde, maar het outsidermotief blijft terugkeren. In dezelfde geest hield de anarchistische schrijver Hans Jæger (1854-1910) het perspectief van de buitenstaander aan.
Na 1900 kreeg het realisme langzamerhand weer de overhand, ook in het werk van Hamsun, die voor zijn streekroman Hoe het groeide (1917) de Nobelprijs zou krijgen. Een andere Noorse Nobelprijswinnaar was Sigrid Undset (1882-1949), die vooral historische romans schreef, zonder die hang naar het verleden om te zetten in romantiek. In haar lijvige roman Kristin Lavransdochter (1920-1922) tekent ze met groot psychologisch inzicht het leven van een vrouw in de Middeleeuwen, waarbij ze voortdurend de analogie zoekt met de positie van de vrouw in haar eigen tijd.
Andere vooraanstaande Noorse schrijvers uit het einde van de 19e eeuw en de eerste helft van de 20e eeuw zijn: Hans Ernst Kinck (1865-1926), Olav Duun (1876-1939), Nini Roll Anker (1873-1942), Trygve Gulbranssen (1894-1962, bekend van de trilogie Het geslacht Bjørndal), Cora Sandel (1880-1974), Sigurd Hoel (1890-1960) en Amerika-emigrant Johan Bojer (1872-1959). Bekende toneelschrijvers waren Gunnar Heiberg (857-1929) en Helge Krog (1889-1962). Als dichters verdienen vermelding: Sigbjørn Obstfelder (1866-1900), die als de eerste Noorse modernistische dichter wordt beschouwd, Kristofer Uppdal (1878-1961), Olaf Bull (1883-1933), Arnulf Øverland (1889-1969) en Herman Wildenvey (1885-1959). De laatste twee zouden ook na de Tweede Wereldoorlog nog werk publiceren en gelden als overgangsfiguren naar de nieuwe tijd. In het werk van veel van deze schrijvers zou de Noorse natuur steeds een belangrijke rol spelen.

### Na de oorlog, contemporaine literatuur
Na de Tweede Wereldoorlog werd de lyrische traditie in de Noorse dichtkunst voortgezet door de modernist Tarjei Vesaas (1897-1970), Aslaug Vaa (1889-1965) en Aksel Sandemose (1899-1965), die alle drie ook veelgelezen proza schreven. Binnen de romankunst maakte voorts de individualist Jens Bjørneboe (1920-1976) naam met werken waarin hij de morele problematiek in de naoorlogse tijd aan de orde stelde. De oorlog keerde als thema terug bij Johan Borgen (1902-1979) en Odd Nansen (1901-1973), die populariteit verwierf met zijn verzetsroman Van dag tot dag (1949). Arthur Omre (1887-1967) was een meer traditioneel prozaïst, vooral bekend om zijn verhalen en novellen.
Vanaf de jaren 1960 is een veelheid aan stijlrichtingen herkenbaar binnen de Noorse literatuur, waarbij aanvankelijk met name een sterke sociaal-realistische stroming opviel, met de nadruk op politiek bewustzijn. Een belangrijke exponent van deze richting is Dag Solstad (1941). Onder de hedendaagse Noorse schrijvers verdienen vermelding: Lars Saabye Christensen, Herbjørg Wassmo, Jon Fosse, Kjell Askildsen, Jan Kjærstad, Per Petterson en Åsne Seierstad. Bij het in Noorwegen erg populaire misdaadgenre horen de namen Gunnar Staalesen, Karin Fossum, Anne Holt, Jo Nesbø, Unni Lindell en Jørn Lier Horst. Karl Ove Knausgård maakte naam met zijn zesdelige autobiografische roman Min kamp (Mijn strijd, vanaf 2009). De bekendste hedendaagse dichter is Jon Fosse. Een bijzondere plek in de contemporaine Noorse literatuur wordt verder ingenomen door Jostein Gaarder, die met zijn luchtige filosofische roman De wereld van Sofie (1991) internationale bekendheid kreeg.